# Kronosaurus
Kronosaurus var ett släkte i ordningen plesiosaurier som förekom i haven under tidig krita för cirka 125 till 100 miljoner år sedan. Kronosaurus tillhörde inte dinosaurierna utan var en pliosaurie. Fossil från Kronosaurus har påträffats i Australien.
Det första fyndet gjordes 1889 i Queensland. Sitt namn fick den 1924 av Heber Albert Longman länge trodde man att Kronosaurus kunde bli upp till 13 meter lång. Numera tror man dock att den antagligen inte blev mer än 9-10 meter lång.

## Kännetecken
Kronosaurus var ett släkte med topprovdjur som bestod av stora vattenlevande reptiler som vägde närmare 20 ton och mätte nästan 13 meter. De hade lång skalle, vassa tänder, kort stjärt och kraftiga fenor. Till skillnad från mosasaurierna hade Kronosaurus jämna, rundade tänder längst bak i käken för att kunna knäcka skalen på blötdjur.

## Föda
Kronosaurus hade ett kraftiga bett och långa vassa tänder och dess byten bestod av  fiskar, bläckfiskar, blötdjur och andra vattenlevande reptiler.